# Handle with Care (Traveling Wilburys)
Handle with Care è un singolo del gruppo musicale dei Traveling Wilburys, pubblicato nel 1988 dalla Warner Bros., estratto dall'album Traveling Wilburys Vol. 1. Il brano è stato scritto da tutti e cinque i membri del gruppo: George Harrison, Jeff Lynne, Roy Orbison, Tom Petty, e Bob Dylan. Le voci principali sono quelle di Harrison e Orbison mentre l'assolo di armonica è suonato da Dylan.

## Storia
La storia dei Traveling Wilburys nasce durante la lavorazione di un singolo per l'album di George Harrison, Cloud Nine, prodotto da Jeff Lynne, che aveva segnato il suo ritorno nell'olimpo delle rockstar grazie a un grande successo di critica e pubblico. Al momento di pubblicare il terzo singolo, This Is Love, la casa discografica chiese a Harrison un inedito per il lato B. Egli compose questo brano, alla cui registrazione Lynne invitò Roy Orbison, per il quale stava producendo Mystery Girl. Ben presto al gruppo si aggiunsero Bob Dylan e Tom Petty. Constatato l'appeal radiofonico del pezzo, i cinque decisero di formare un estemporaneo super-gruppo, ribattezzandosi Traveling Wilburys, in cui ognuno adottò uno pseudonimo.
L'ispirazione per il titolo della canzone, pare fosse venuta ad Harrison durante un momento di relax in casa di Bob Dylan. Notò nel garage del cantante una scatola con scritto Handle with care (maneggiare con cura).

## Tracce
7" single
A	 	Handle With Care (LP Version)  –  3:20
B	 	Margarita (LP Version)  –  3:16
12" single
A	 	Handle With Care (Extended Version)  –  5:14
B	 	"Margarita  –  3:16
CD
Testi e musiche di Jeff Lynne, George Harrison, Bob Dylan, Tom Petty e Roy Orbison.
1. Handle With Care (LP Version) – 3:20
2. Margarita (LP Version) – 3:16
3. Handle With Care (Extended Version) – 5:14